# Lulikonazol
Lulikonazol (prodajna imena Luzu, Lulikon) je imidazolni antifungalni lek. Koristi se kao 1% topikalni kao što su Trichophyton rubrum, Microsporum gypseum i Epidermophyton floccosum.

## Spoljašnje veze
- Luliconazole